# 金台站
金台站位于中华人民共和国湖北省武汉市新洲区，是武汉地铁阳逻线的地铁车站。

## 车站结构
本站是阳逻线东端的起始站，位于汉新公路和规划施岗大道交叉十字路口西北象限地块内，靠近金台镇。车站主体总长145.2m，宽20.8m，本站主体为地面三层岛式高架车站，其中地面一层为设备管理用房，二层为站厅层，三层为站台层，主体结构采用建、桥合一的结构型式。车站主体南侧布置有出入口平台及3个天桥，通过天桥连接主体的站厅与汉新公路，车站总建筑面积为9457平米。

### 楼层分布
| 地上三层 |                    | █ 阳逻线 往后湖大道（施岗）                    |  |  |
|          | 岛式站台，左侧开门 |                                                |  |  |
|          |                    | █ 阳逻线 终点站 下客站台                       |  |  |
| 地上二层 | 站厅               | 售票机、客服中心、武漢通充值、洗手間、联外天桥 |  |  |
| 地面     | 地面               | 出入口                                         |  |  |

### 车站出口
|                                                 |      |      |  |
| 出口編號                                        | 設施 | 照片 |  |
| A                                               |      |      |  |
| B                                               |      |      |  |
| 注： 設有升降機 \| 設有輪椅升降台 \| 設有洗手間 |      |      |  |

## 鄰近地點
新洲区阳逻街金台村

### 内部链接
- 武汉地铁车站列表